# Lovecký zámeček (Lednicko-valtický areál)
Lovecký zámeček  je jednou z drobných staveb Lednicko-valtického areálu v okrese Břeclav. Klasicistní zámeček stojí při cestě z Lednice k Janohradu a do Kančí obory asi 2 km východně od Lednice. Byl postaven v letech 1805–1806 podle návrhu Josefa Hardmutha. Zámeček je volně stojící dvoupodlažní budova, v prvním patře portikus vymezený šesti toskánskými sloupy na hranolových podstavcích spojených kuželovou balustrádou, na nichž spočívá nízká střecha. Pod ním je v přízemí trojosé půlkruhově zaklenuté podloubí.
Stavba sloužila jako hájovna s bytem lovčího v přízemí a z terasy umožňovala panstvu sledovat parforsní hony konané na louce před hájovnou. Navazující osmiboký salon přístupný francouzským oknem poskytoval příležitostný útulek účastníkům honu k podávání občerstvení.
Budova náležela po roce 1945 Krajskému středisku státní památkové péče v Brně a sloužila jako ornitologická pozorovatelna. Po roce 1990 byla prodána soukromému vlastníkovi.
Zámeček je chráněn jako kulturní památka České republiky.